# Ancistrocladus likoko
Ancistrocladus likoko är en tvåhjärtbladig växtart som beskrevs av J.Leonard. Ancistrocladus likoko ingår i släktet Ancistrocladus och familjen Ancistrocladaceae. Inga underarter finns listade i Catalogue of Life.